# Lo straniero (film 1967)
Lo straniero è un film del 1967 diretto da Luchino Visconti.
Il soggetto è tratto dal romanzo omonimo di Albert Camus.

## Trama
Arthur Mersault è un giovane impiegato che vive la sua vita in modo impassibile e uniforme; perfino la morte inaspettata della madre non gli fa provare alcuna emozione. Il protagonista ha come unica via di fuga dal mondo quotidiano una relazione carnale con la collega Marie e l'amicizia con il malvivente Raymond. Un giorno, invitato in spiaggia dallo stesso Raymond, uccide un uomo senza un motivo razionale e valido. Inizia, così, un lungo processo per capire esattamente il motivo che lo ha spinto a compiere questo gesto.

## Produzione[1]
L'idea di trarre un film dal romanzo era stata pensata dallo stesso autore durante gli anni cinquanta. Alla regia si ipotizzava, inizialmente, il nome di Jean Renoir, mentre per il ruolo da protagonista furono considerati i volti di Alain Delon e Tony Curtis. La sceneggiatrice D'Amico sostenne, in una intervista, che l'opera di Visconti fosse riuscita solo parzialmente.

## Distribuzione
Il film ha avuto una travagliata distribuzione. Uscito nelle sale cinematografiche, venne edito, successivamente, solo in VHS. Dopodiché, non è stato ristampato in altri formati home video più recenti.
La Cineteca Nazionale restaurò la pellicola nel 1999.

## Accoglienza[2]
Morando Morandini giudicò Lo straniero come «Il meno riuscito e il più opaco film di Visconti, che rincorre inutilmente una fedeltà illustrativa alla lettera di Camus, impotente a ricrearne lo spirito».